# Amphinome umbo
Amphinome umbo är en ringmaskart som beskrevs av Grube 1870. Amphinome umbo ingår i släktet Amphinome och familjen Amphinomidae. Inga underarter finns listade i Catalogue of Life.